# Clan Satomi
El clan Satomi (里見氏 Satomi-shi?) fue un clan del periodo Sengoku (1467-1573) y principios del periodo Edo (1603-1868). El Satomi se decía descendiente del clan Seiwa Genji. Nitta Yoshishige (m. 1202), cuyo hijo Yoshitoshi tomó 'Satomi' como su apellido.

## Provincia de Awa
Satomi se trasladó de la provincia de Kozuke en la actual prefectura de Gunma a la provincia de Awa en el actual sur de la prefectura de Chiba a mediados del siglo XV. A partir de este período el clan llegó a ser conocido como el clan Satomi Awa.
Durante el periodo Sengoku los Satomi se vieron obligados a someterse al señorío de Hojo Ujitsuna en el año 1539. El resto del período se produjo la batalla de los clanes Hojo, Takeda, y Imagawa. Los Satomi estaban involucrados en la Primera Batalla de Konodai (1538) y la segunda batalla de Konodai (1564).
Los Satomi lucharon tanto bajo Oda Nobunaga y Tokugawa Ieyasu. Al comienzo del período Edo el clan fue nombrado el daimio de la provincia de Awa con una participación de 120.000 koku. Satomi cayó en conflicto con el shogunato Tokugawa a principios del período Edo. El clan fue implicado en el incidente de Okubo Nagayasu' de 1614. El daimio Satomi Tadayoshi (1594-1622) fue desterrado a la provincia de merluza de cola, en la actual provincia de Tottori, y tenía sus explotaciones reducidas a 30.000 koku. Tadayoshi no tenía ningún heredero, y el clan se extinguió con su muerte.

## Miembros notables del clan
- Satomi Sanetaka
- Satomi Yoshitoyo
- Satomi Yoshitaka
- Satomi Yoshihiro
- Satomi Yoshiyori
- Satomi Yoshiyasu
- Satomi Tadayoshi

### Para leer más
- Sansom, George (1961). "A History of Japan: 1334-1615." Stanford, California: Stanford University Press.

- Datos: Q2975367